# Castelnau-Montratier

Castelnau-Montratier este o comună în departamentul Lot din sudul Franței. În 2009 avea o populație de 1.837 de locuitori.

## Evoluția populației
| An        | 1975  | 1982  | 1990  | 1999  | 2006  | 2009  |
| --------- | ----- | ----- | ----- | ----- | ----- | ----- |
| Populație | 1.786 | 1.782 | 1.820 | 1.844 | 1.882 | 1.837 |